# 小鱗沙鮻
小鱗沙鮻（学名：Sillago parvisquamis），又名細鱗鱚、沙腸仔，为條鰭魚綱鱸形目沙鮻科鱚屬下的一个种。该物种于1861年由西奥多·吉尔描述及命名，主要分布于西太平洋沿岸地区，包括日本、朝鲜半岛、台湾等。